# Chloeres dulcinata
Chloeres dulcinata är en fjärilsart som beskrevs av Fuchs 1902. Chloeres dulcinata ingår i släktet Chloeres och familjen mätare. Inga underarter finns listade i Catalogue of Life.